# Estação Ranelagh
Ranelagh é uma estação da linha 9 do Metrô de Paris, localizada no 16.º arrondissement de Paris.

## Localização
A estação está situada na avenue Mozart, entre a rue du Ranelagh e a rue de l'Assomption.

## História
A estação foi aberta em 8 de novembro de 1922 com o lançamento do primeiro trecho da linha 9 entre Trocadéro e Exelmans.
Deve o seu nome à sua proximidade com a rue du Ranelagh, a qual leva a oeste no jardim do mesmo nome, assim chamado em homenagem ao Lorde Ranelagh, nobre, político e diplomata irlandês.
No âmbito do programa "Renovação do metrô" da RATP, os corredores da estação e a iluminação das plataformas foram renovados em 28 de abril de 2004.
Em 2011, 2 315 446 passageiros entraram nesta estação. Ela viu entrar 2 390 818 passageiros em 2013, o que a coloca na 225a posição das estações de metrô por sua frequência em 302.

## Serviços aos Passageiros

### Acessos
A estação tem dois acessos constituídos de escadas fixas que levam a ambos os lados da avenue Mozart, ao sul do cruzamento com a rue du Ranelagh:
- O acesso 1 "Avenue Mozart", ornado com um candelabro Val d'Osne, se situando à direita do nº 48 da avenida;
- O acesso 2 "Rue du Ranelagh", se situando em frente ao nº 39 da avenida.

A sala de distribuição é montada na forma de um mezanino sobranceiro às vias, dentro da própria estação, situação rara que só partilha com as estações La Muette e Jasmin entre as quais ela se intercala. Assim, as plataformas são visíveis da sala e do balcão de informações.

### Plataformas
Ranelagh é uma estação de configuração padrão: ela possui duas plataformas laterais separadas pelas vias do metrô e a abóbada é elíptica. A decoração é do estilo utilizado na maioria das estações de metrô: as faixas de iluminação são brancas e arredondadas no estilo "Gaudin" da renovação do metrô da década de 2000, e as telhas em cerâmica brancas biseladas recobrem os pés-direitos, a abóbada e os tímpanos. Os quadros publicitários são em faiança de cor de mel e o nome da estação também é em faiança no estilo da CMP original. Os assentos são do estilo "Motte" de cor vermelha.
A decoração das plataformas é assim totalmente idêntica à da estação vizinha, Jasmin.

### Intermodalidade
A estação é servida pelas linhas 22, 52 (somente em direção a Opéra) e 70 da rede de ônibus RATP.

## Pontos turísticos
- O Jardin du Ranelagh
- O Lycée Molière
- A Embaixada de Seicheles na França